# Hoeve de Leenhof

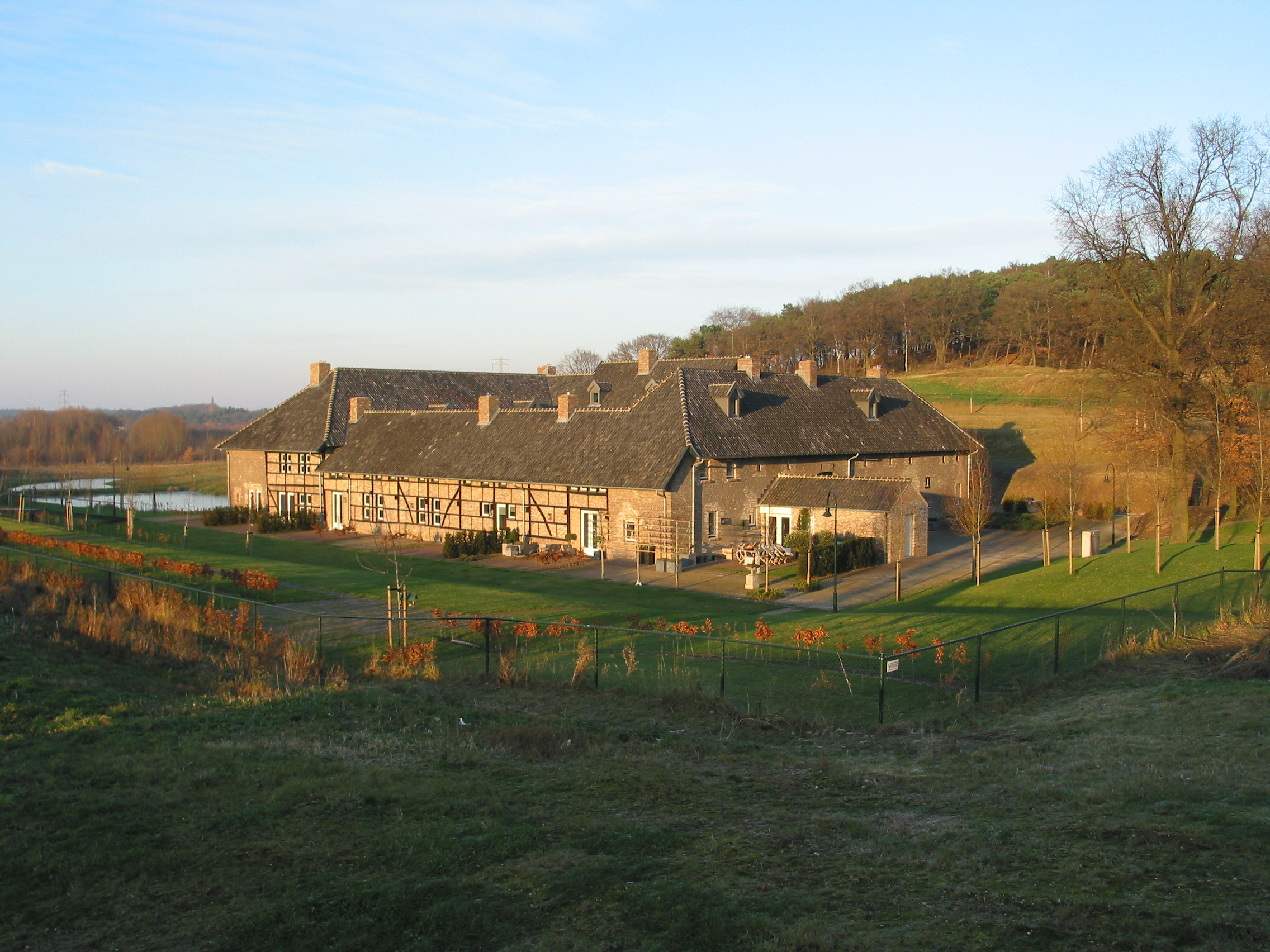
De hoeve gezien vanuit het zuiden

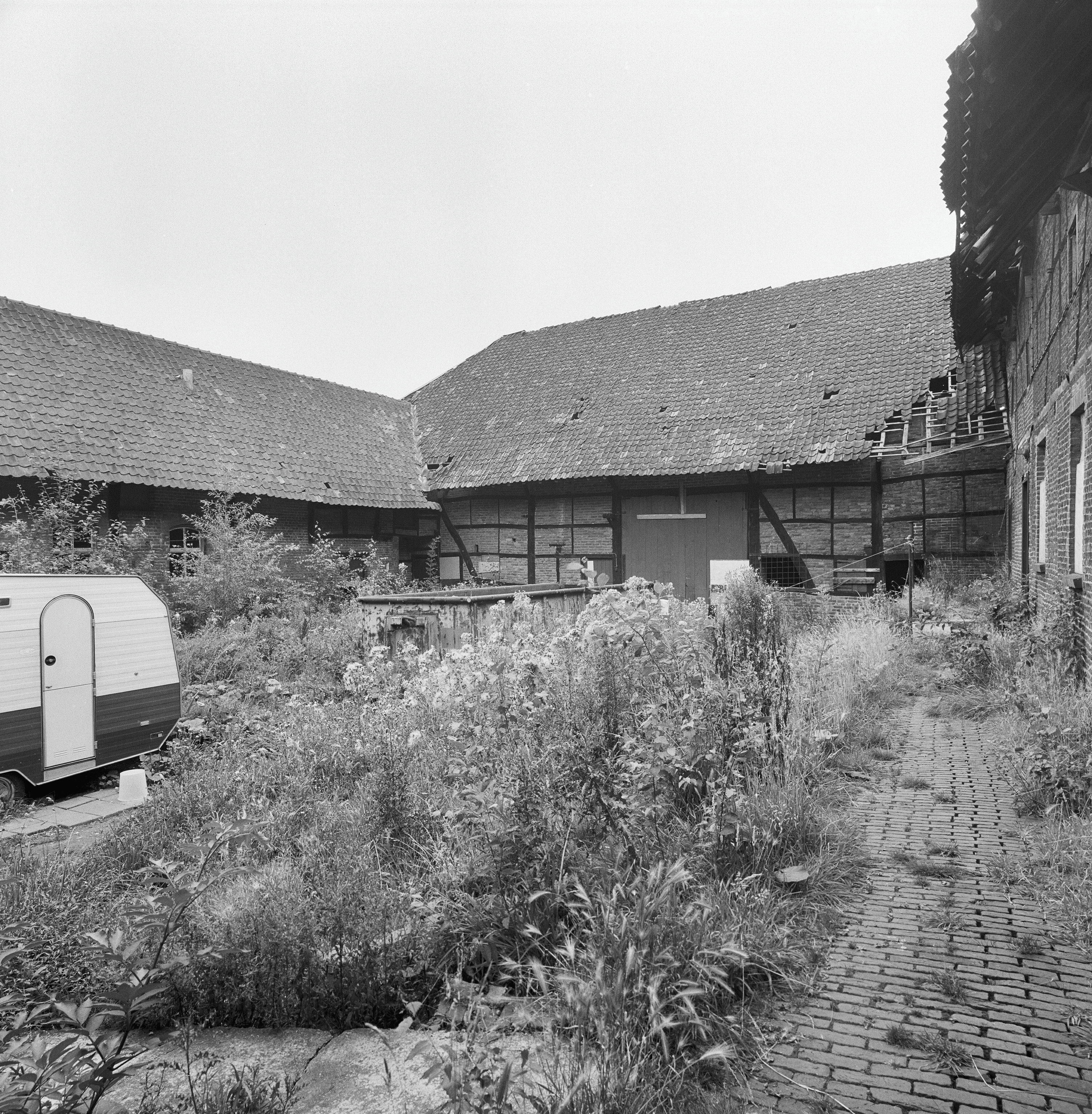
De binnenplaats in 2002

Hoeve de Leenhof is een oude hoeve aan de Heerlenseweg 166 bij Schaesberg in de Nederlandse gemeente Landgraaf. De hoeve ligt aan de oostrand van het Bekken van Heerlen aan de voet van de Leenderberg met Leenderkapel en het Kapellerbos die zich ten noordoosten van de hoeve bevinden. Ten oosten van de hoeve bevindt zich de buurt Leenhof die naar de hoeve is vernoemd. Ten zuiden ligt de Heerlenseweg en ten westen liggen de Euregioweg die onderdeel is van de Binnenring Parkstad en de Heerlense wijk Schaesbergerveld.
De hoeve bevindt zich in het Rijksbeschermd gezicht Heerlen-Landgraaf - Leenhof-Schaesberg.

## Geschiedenis
In de middeleeuwen behoorde Schaesberg bij het Land van Valkenburg dat onder gezag stond van de Hertog van Brabant. De middeleeuwse hoeve werd door de hertog beleend aan een leenman die een boer de hoeve liet uitbaten. De boer stond daarvoor een deel van de oogst af en de leenman gaf steun in conflictsituaties. De hoeve werd op oude kaarten vermeld als den Hoff Int Leen en het Leen en werd reeds in de 14e eeuw in een Valkenburgs leenregister vermeld met leenman Johan van Schaesberg.
Op de Ferrariskaart uit 1771-1778 werd de hoeve al als vierkantshoeve afgebeeld.
In de eerste helft van de 19e eeuw werden de nog bestaande opstallen gebouwd.
In 1967 werd de hoeve opgenomen in het rijksmonumentenregister.
Jarenlang stond de hoeve leeg en raakte ze in verval, maar in 2002-2005 werd de hoeve ingrijpend verbouwd om er acht woningen in te vestigen.

## Bouwwerk
Het bouwwerk bestaat uit verschillende bouwdelen die rond een rechthoekige binnenplaats gesitueerd zijn met een poort in het zuidoosten. Het pachtershuis bevindt zich in het noordoostelijk deel van de hoeve en steekt met een verhoogd zadeldak boven de rest van de hoeve uit. Vanaf de tweede verdieping heeft dit woonhuis vakwerk, maar ook enkele andere bouwdelen zijn in vakwerk opgetrokken.